# Palpita flegia
Palpita flegia is een vlinder uit de familie van de grasmotten (Crambidae), uit de onderfamilie van de Spilomelinae. De wetenschappelijke naam van deze soort is voor het eerst voorgesteld als Phalaena Pyralis flegia door Pieter Cramer in een publicatie uit 1777.
De soort komt voor in de zuidelijke kustgebieden van de Verenigde Staten, Cuba, Jamaica, de Dominicaanse Republiek, Puerto Rico, Mexico, Belize, Honduras, Nicaragua, Costa Rica, Panama,  Colombia, Suriname en Brazilië.